# Acido dipropilbarbiturico
L'acido dipropilbarbiturico, conosciuto anche come Dipropilmalonilurea o proponal, è un barbiturico con le stesse indicazioni terapeutiche del Barbitale.
Si presenta come una polvere bianca, cristallina, inodora, con sapore leggermente amaro, pochissimo solubile nell’acqua fredda (1:1640), più solubile in quella bollente (1:70), solubilissima in etere, alcool, cloroformio, acetone e nei liquidi alcalini. Fonde a 145°, se anidro (viene talora in commercio con una molecola d’acqua di cristallizzazione e quindi con circa 7-8% di acqua). Reazione leggermente acida.
Reazioni di identificazione: 1) A potassa o soda caustica fondente si aggiunga una piccola quantità di prodotto: si svolge ammoniaca. Il residuo, raffreddato e acidificato con acido solforico diluito, sviluppa acido carbonico, mentre si avverte contemporaneamente odore di acido sebacico. 2) La soluzione acquosa satura a freddo dà con acido nitrico e reattivo di Millon un precipitato bianco gelatinoso, solubile in eccesso di reattivo.
Saggi di purezza: 1) g 2 di acido dipropilbarbiturico, sbattuti per un minuto con 20 cc di acqua a 15°, debbono dare un filtrato che non s’intorbida con acqua di bromo, né con nitrato d’argento; 5 cc del liquido filtrato non devono lasciare all’evaporazione un residuo superiore a 4 mg. 2) g 0,10 di prodotto non devono colorare 1 cc di acido solforico, né di acido nitrico (sostanze organiche estranee). 3) G 0,10 di prodotto calcinati, non devono lasciare residuo pesabile. 4) Essiccato a 100° non deve perdere più dell’1% del proprio peso.
Viene utilizzato per la cura di insonnia, crisi nervose, delirium tremens, mania acuta, ecc. Sembra che a questo ipnotico l’abitudine si stabilisca meno facilmente.
La posologia di 0,15-0,30 g ha la stessa azione di 0,25-0,50 g di Barbitale.